# Kompendium

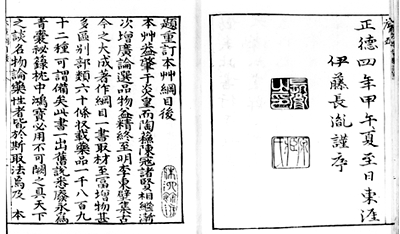
Kompendium Wiedzy Medycznej Li Shizhena z roku 1593 (Dynastia Ming, Chiny)

Kompendium – w miarę pełny, ale zwykle podany w sposób skrótowy zasób wiedzy na jakiś konkretny temat, zawierający „esencję” tej wiedzy. Kompendium może także stanowić podsumowanie jakiegoś większego dzieła lub pracy naukowej. W większości przypadków koncentruje się na wybranych zagadnieniach będących przedmiotem badań lub zainteresowania ludzi (np. hydrologii, medycyny lub metrologii), podczas gdy encyklopedia „uniwersalna”, będąca w swej istocie kompendium wszystkich kompendiów, stara się zgromadzić wiedzę z wszystkich dziedzin poznania.
Słowo kompendium pochodzi od łacińskiego wyrazu compendere oznaczającego „ważyć (coś) razem”.